# 7 Batalion Budowy Dróg
7 Samodzielny Batalion Budowy Dróg – samodzielny pododdział wojsk drogowych ludowego Wojska Polskiego.
Przeznaczony do budowy i naprawy dróg w strefie przyfrontowej. W działaniach bojowych pełnił także służbę regulacji ruchu oraz kontroli wojskowych pojazdów mechanicznych.
Sformowany w rejonie Chełma Lubelskiego na podstawie rozkazu Naczelnego Dowództwa Wojska Polskiego nr 8 z 20 sierpnia 1944. Podlegał bezpośrednio Naczelnemu Dowództwu WP.

## Obsada personalna
Dowódcy batalionu
- kpt. Genadiusz Studitow

## Skład etatowy
Etat 047/8

Dowództwo i sztab
- 3 kompanie budowy dróg
  - 3 plutony budowy dróg
  - pluton mostowy
- kompania transportowa
  - 2 plutony transportowe